# Liste der ausländischen archäologischen Institute in Griechenland
Die Liste der ausländischen archäologischen Institute in Griechenland erfasst die 17 ausländischen archäologischen Institute in Griechenland, welche vom griechischen Ministerium für Kultur und Tourismus anerkannt sind und allesamt ihren Sitz in Athen haben. Zu den Bedingungen für die Anerkennung als „Archäologische Schule“ durch den griechischen Staat gehören die Einrichtung eines eigenen Sitzes in Athen, einer Bibliothek und eines Fotoarchivs. Zudem ist ein Archäologe des jeweiligen Landes als permanent in Griechenland lebender Direktor zu berufen.
Die vier unten genannten archäologischen Institute Schwedens, Finnlands, Norwegens und Dänemarks haben 1996 als joint venture die Nordic Library at Athens, eine Spezialbibliothek zur Archäologie Griechenlands, eingerichtet.
Neben den ausländischen Instituten ist auch die griechische Archäologische Gesellschaft in Athen im Bereich der archäologischen Erforschung Griechenlands tätig.
| Bezeichnung                                                                                | Gründung | Leitung                                                                           | Geschichte / Publikationen | Grabungs- / Forschungsschwerpunkte | Bild |
| ------------------------------------------------------------------------------------------ | -------- | --------------------------------------------------------------------------------- | --- | --- | ---- |
| American School of Classical Studies at Athens                                             | 1881     | Bonna Wescoat                                                                     | 1932: Aufnahme der Veröffentlichung der Zeitschrift Hesperia 1992: Eröffnung des Wiener Archaeological Laboratory | Korinth (seit 1896) Agora von Athen (seit 1931) |      |
| Australian Archaeological Institute at Athens                                              | 1980     | Stavros A. Paspalas                                                               | In den 1960er Jahren Grabungen in Zagora (Andros) unter der Ägide der Archäologischen Gesellschaft zu Athen 1980 Institutsgründung | Torone, Chalkidike Paliochora auf Kythira Zagora, Andros Nea Paphos, Zypern |      |
| Belgische School te Athene / École belge d’Athènes                                         | 1985     | Athena Tsingarida                                                                 | 1962: Centre national des fouilles à l’extérieur 1965: Comité des fouilles belges en Grèce a.s.b.l. (CFBG) Frühe 1970er Jahre: Bau des Grabungshauses in Kephalou Melathron, Thorikos (Basis bis 2003) 1985: Anerkennung durch die griechische Regierung, permanenter Sitz in Athen 2002: Gründung des Centre belge de recherches archéologiques en Grèce (BCAOG / CBRAG) 2003: Gründung der École belge d’Athènes (BSA / EBA) nach griechischem Recht                                                                   | Thorikos (seit 1963) Sission auf Kreta Titane bei Korinth |      |
| British School at Athens                                                                   | 1886     | Director: Rebecca Sweetman Assistant Director: Georgios Mouratidis                | 1894: Aufnahme der Veröffentlichung der Zeitschrift The Annual of the British School at Athens 1974: Eröffnung des Fitch Laboratory für Archäometrie | Palaikastro Knossos Lefkandi Perachora Mykene Sparta Surveys in Lakonien, Böotien, auf Ithaka, zahlreichen Inseln und auf Kreta                                                                       |      |
| Canadian Institute in Greece / Institut Canadien en Grèce                                  | 1974     | Director: Jacques Perreault Assistant Director: Jonathan E. Tomlinson             | 1974: Gründung als Canadian Archaeological Institute at Athens 1976: Anerkennung durch die griechische Regierung 1991: Aufnahme der Veröffentlichung der Publications of the Canadian Archaeological Institute at Athens 2005: Umbenennung zu Canadian Institute in Greece | Argilos, Makedonien Kastro Kallithea, Thessalien Tanagra Mytilene Kamares Stymphalos Zaraka Sfakia Unterwasseruntersuchungen in Kalamianos, Saronischer Golf Survey zu Schiffswracks der Perserkriege |      |
| Danske Institut i Athen                                                                    | 1992     | Director: Sanne Hoffmann                                                          | 1995: Aufnahme der Veröffentlichung der Proceedings of the Danish Institute at Athens 1997: Aufnahme der Veröffentlichung der Reihe Monographs of the Danish Institute at Athens | Kato Vasiliki (das antike Chalkis in Aitolien) Kalydon Kattavia auf Rhodos Kephalonia Seehafenprojekt im Piräus Sikyon                                                                                |      |
| Deutsches Archäologisches Institut Athen                                                   | 1874     | Erste Direktorin: Katja Sporn Zweiter Direktor: Oliver Pilz                       | 1872: Reichstagsbeschluss 1876: Aufnahme der Veröffentlichung der Mitteilungen des Deutschen Archäologischen Instituts, Athenische Abteilung | Kalapodi Kerameikos in Athen Olympia (seit 1874) Heraion von Samos Tiryns Topographie Triphyliens auf der Peloponnes Kabirion bei Theben Orchomenos                                                   |      |
| École française d’Athènes                                                                  | 1846     | Directrice de l’École: Véronique Chankowski Directrice des Études: Amélie Perrier | 1850: Unterordnung unter die Académie des Inscriptions et Belles-Lettres, Athen 1859: Erweiterung um die Section des Beaux-Arts 1875: Angliederung des Institut de Correspondance Hellénique 1877: Aufnahme der Veröffentlichung des Bulletin de correspondance hellénique 1900: Erweiterung um die Section Étrangère 1928: Umbenennung zu École française d’Archéologie d’Athènes 1985: Erweiterung um einen Verwaltungs- und einen Wirtschaftsrat; Ausweitung der Aufgabenstellung auf alle Disziplinen und Zeitstufen | Akropolis Delphi Makedonien Delos Argos Thasos Philippi Dikili Tash Palast von Malia Gortyn Lato Tenos Amathonte, Zypern                                                                              |      |
| Georgisches Institut in Athen                                                              | 1998     | Avtandil Mikaberidge                                                              | | |      |
| Irish Institute of Hellenic Studies at Athens                                              | 1995     | Joanne Murphy                                                                     | 1995: Anerkennung als Archäologische Schule durch die griechische Regierung | Survey in Kephalonia, speziell in Livathos Priniatikos Pyrgos, Ostkreta Platoniker in Athen |      |
| Nederlands Instituut in Athene                                                             | 1976     | Ann Brysbaert                                                                     | 1976: Archeologische Survey School van Nederland in Griekenland 1976: Gründung als Archeologische School van Nederland in Athene 1984: Anerkennung als Archäologische Schule durch die griechische Regierung 1991: Umbenennung zu Het Nederlands Instituut in Athene, Neuorganisation und Ausweitung der Aktivitäten 1999: Bezug des aktuellen Institutsgebäudes | Geraki in der Nähe Spartas Neos Halos, Thessalien Surveys in Zakynthos und Tanagra |      |
| Norske Institutt i Athen                                                                   | 1989     | Jorunn Økland                                                                     | 1991: Aufnahme der Veröffentlichung der Papers from the Norwegian Institute at Athens 1997: Aufnahme der Veröffentlichung der Monographs from the Norwegian Institute at Athens | Tegea Ithaki Petropigi östlich von Kavala |      |
| Österreichisches Archäologisches Institut, Zweigstelle Athen                               | 1898     | Leiterin: Birgitta Eder                                                           | 1894: Adolf Wilhelm, ab 1896 Wolfgang Reichel als Abgesandte des k.k. Ministeriums für Cultus und Unterricht in Athen 1898: Gründung des ÖAI und Einrichtung des „Sekretariats Athen“ des ÖAI 1908: Fertigstellung des Institutsgebäudes seit 1921: Otto Walter österreichischer Konsul und Sekretär, später Direktor der Zweigstelle Athen, nach dem Anschluss bis 1944 2. Sekretar des DAI Athen 1944: Schließung der Zweigstelle Athen 1964: Wiedereröffnung der Zweigstelle Athen                                    | Lousoi Aigeira Gremoulias Aigina-Kolonna Pheneos Leontion (Kastritsi, Kato Vlasia) Elis Kleidi (Kato Samikon)                                                                                         |      |
| Polish Archaeological Institute at Athens                                                  | 2019     | Janusz Czebreszuk                                                                 | | Valley of Anthemous River, Nordgriechenland |      |
| Schweizerische Archäologische Schule in Griechenland / École Suisse d’Archéologie en Grèce | 1975     | Sylvian Fachard                                                                   | 1965: Schweizerische Archäologische Mission in Griechenland | Eretria und das Artemis-Heiligtum in Amarynthos, Euböa |      |
| Scuola Archeologica Italiana di Atene                                                      | 1909     | Emanuele Papi                                                                     | 1899: Missione Archeologica Italiana di Creta 1914: Aufnahme der Veröffentlichung des Annuario della Scuola Archeologica Italiana di Atene e delle Missioni italiane in Oriente 2002: Aufnahme der Veröffentlichung des halbjährlich erscheinenden Notiziario | Gortyn Rhizenia Phaistos Haghia Triada, Kreta Ägäische Inseln Iasos, Türkei Magna Graecia Sybrita Lemnos Thouria, Messenien Egialea Pale                                                              |      |
| Suomen Ateenan-instituutti                                                                 | 1984     | Director: Petra Pakkanen Assistant Director: Antti Lampinen                       | 1985: Anerkennung als Archäologische Schule durch die griechische Regierung | Arethousa, Thessalien Stratos, Ätolien-Akarnanien Kokytos, Thesprotia Arachamitai, Arkadien |      |
| Svenska institutet i Athen                                                                 | 1948     | Director: Jenny Wallensten Assistant Director: Georgia Galani                     | 1946: Gründungsbeschluss 1951: Aufnahme der Veröffentlichung der Acta Instituti Atheniensis Regni Sueciae. Skrifter utgivna av Svenska Institutet i Athen 1953: Aufnahme der Veröffentlichung der Opuscula. Annual of the Swedish Institutes in Athens and Rome 1976: Bezug des derzeitigen Institutsgebäudes | Aphidnai Asine Agios Elias, Arkadien Berbati, Argolis Chania Dendra Kalaureia |      |